# Ожоги растений

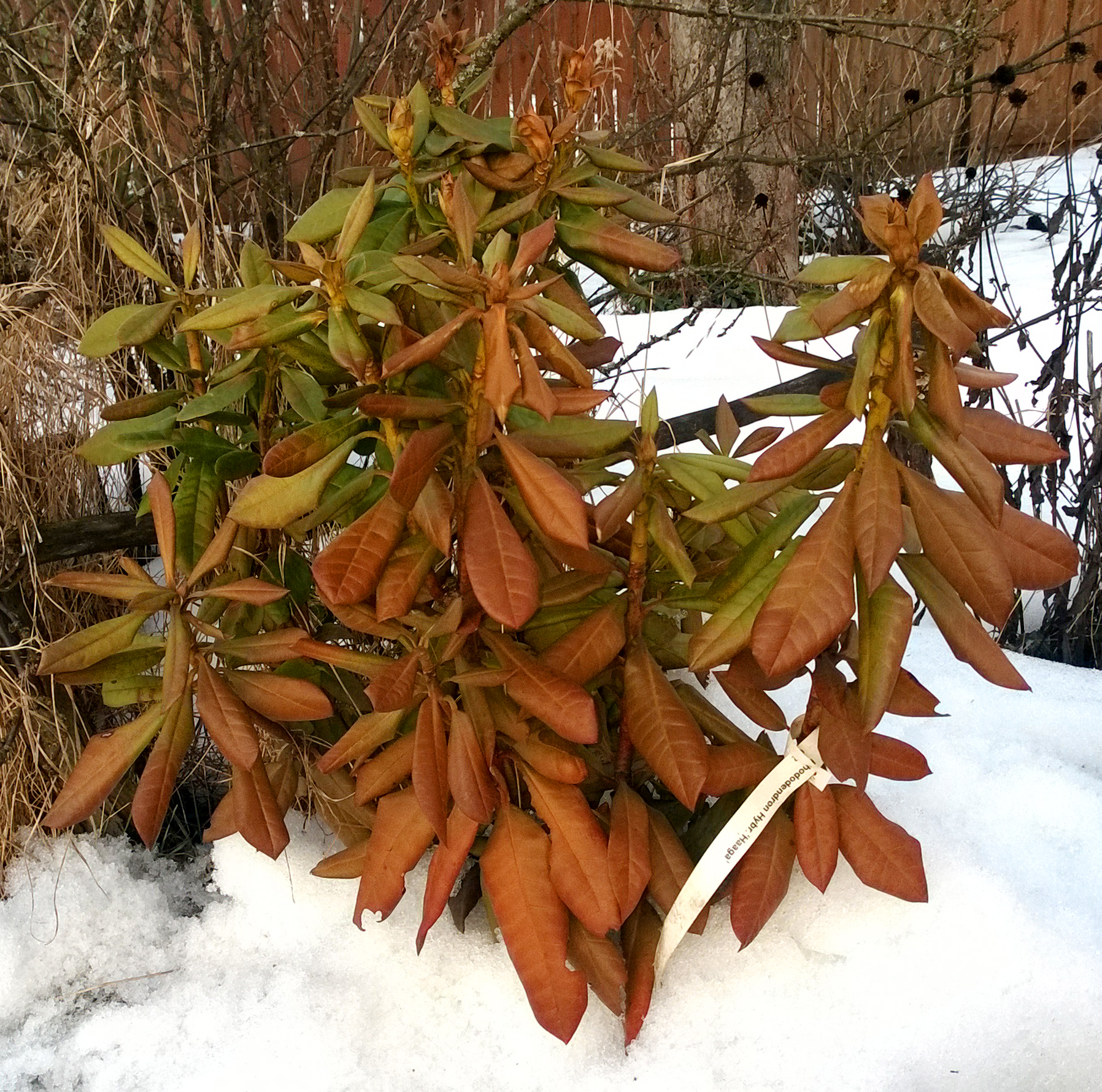
Солнечный ожог рододендрона

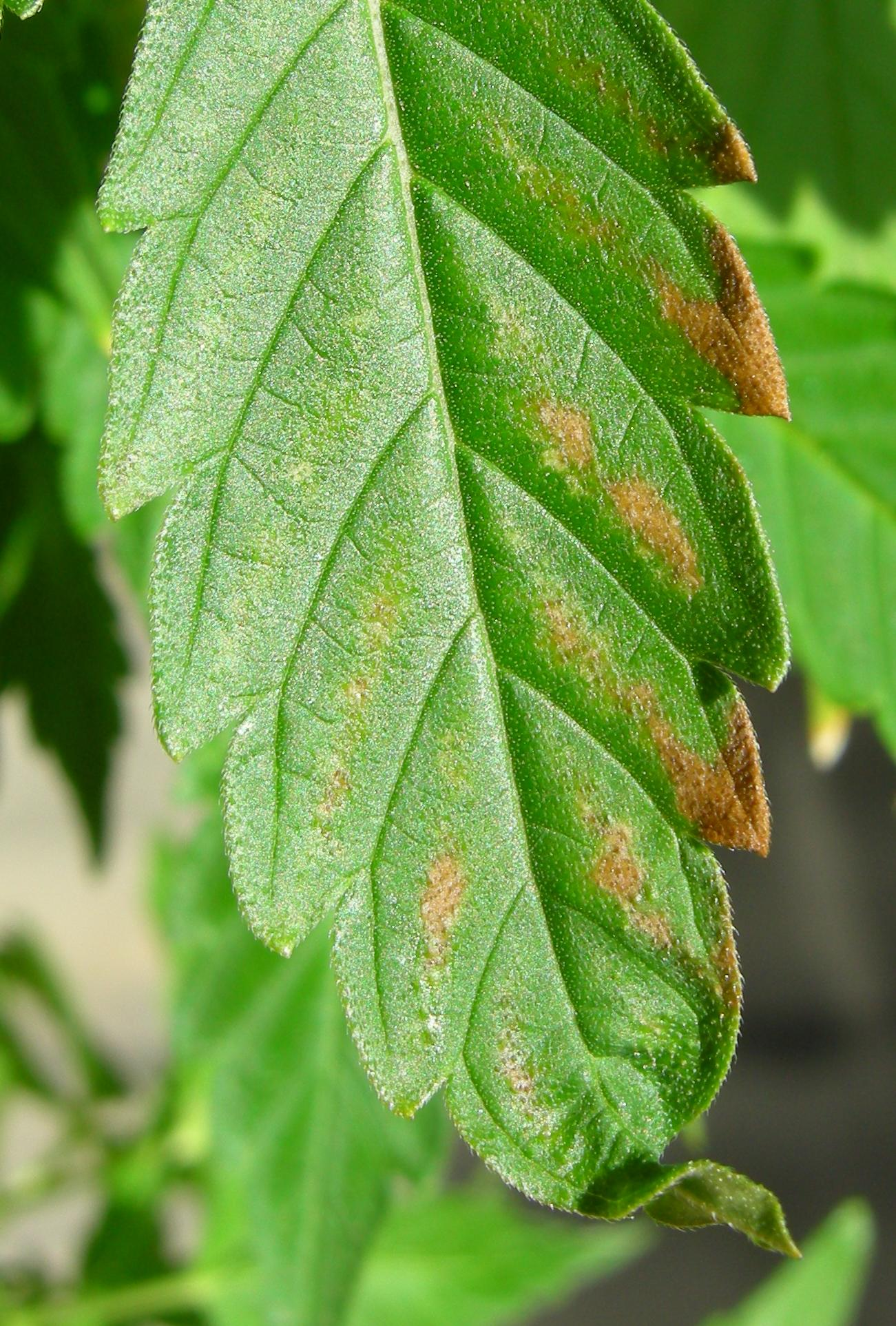
Химический ожог на листе конопли посевной

Ожоги — повреждения органов и тканей растений, вызываемые рядом травмирующих факторов. Приводят к побурению поражённых частей и последующим некрозам, отмиранию листьев, цветков, участков коры, иногда к гибели растения.
В первую очередь выделяют солнечные и тепловые ожоги, возникающие под действием прямых солнечных лучей или контрастных температур. Для борьбы с ними применяется побелка стволов известковым «молоком». Ожоги могут возникать в результате воздействия не только высоких, но и низких температур (так называемый низкотемпературный ожог). У деревьев ранней весной, в результате перепадов температур, может возникнуть ожог коры: она темнеет, подсыхает и опадает. Защитой может служить обмазывание известковым молоком, опыливание известью или обвязывание соломой.
Помимо термических ожогов, встречаются также химические, вызванные неправильным применением пестицидов. Ядохимикаты постепенно нарушают биохимические процессы в растениях; обычно сильнее поражаются более молодые и более старые участки. Чувствительность к воздействию ядохимикатов зависит также от вида и сорта растения.
Ожогами называют также ряд грибных и бактериальных заболеваний, внешние признаки которых напоминают ожог (так называемые инфекционные ожоги). Так, грибы рода Монилиния вызывают так называемый монилиальный ожог, или плодовую гниль. Из бактерий подобные симптомы вызывает, в частности, Bacterium amylovorum. К инфекционным ожогам относятся грибной ожог сливы, ожог маслины, ожог миндаля, ожог огурца, ранний ожог сельдерея, ожог роз и пр. Для борьбы с инфекционными ожогами применяются пестициды и фунгициды.